# Erlenbach am Main
Erlenbach am Main, Erlenbach a.Main – miasto w Niemczech, w kraju związkowym Bawaria, w rejencji Dolna Frankonia, w regionie Bayerischer Untermain, w powiecie Miltenberg. Leży ok. 13 km na północny zachód od Miltenbergu, ok. 30 km od Aschaffenburga. nad Menem, przy drodze B469 i linii kolejowej Aalen – Aschaffenburg. Jest jednym z najmłodszych miast w Bawarii. 

## Współpraca
Miejscowości partnerskie:
- Erlenbach, Szwajcaria
- Saint-Maurice, Francja

## Osoby urodzone w Erlenbach am Main
- Daniel Haas, bramkarz
- Kurt Klühspieß, piłkarz ręczny, mistrz świata
- Aloys Schmitt, pianista, kompozytor
- Jan Seifert, piłkarz
- Jochen Seitz, piłkarz
- David Sossenheimer, siatkarz